# خورتابسرا
خورتابسرا، روستایی از توابع بخش رحیم‌آباد شهرستان رودسر در استان گیلان ایران است.
آبشار سیاه تاش از نقاط دیدنی روستای خورتابسرا می باشد

## جمعیت
این روستا در دهستان رحیم آباد قرار دارد و براساس سرشماری مرکز آمار ایران در سال ۱۳۸۵، جمعیت آن ۳۰ نفر (۱۰خانوار) بوده‌است.